# Usseler es

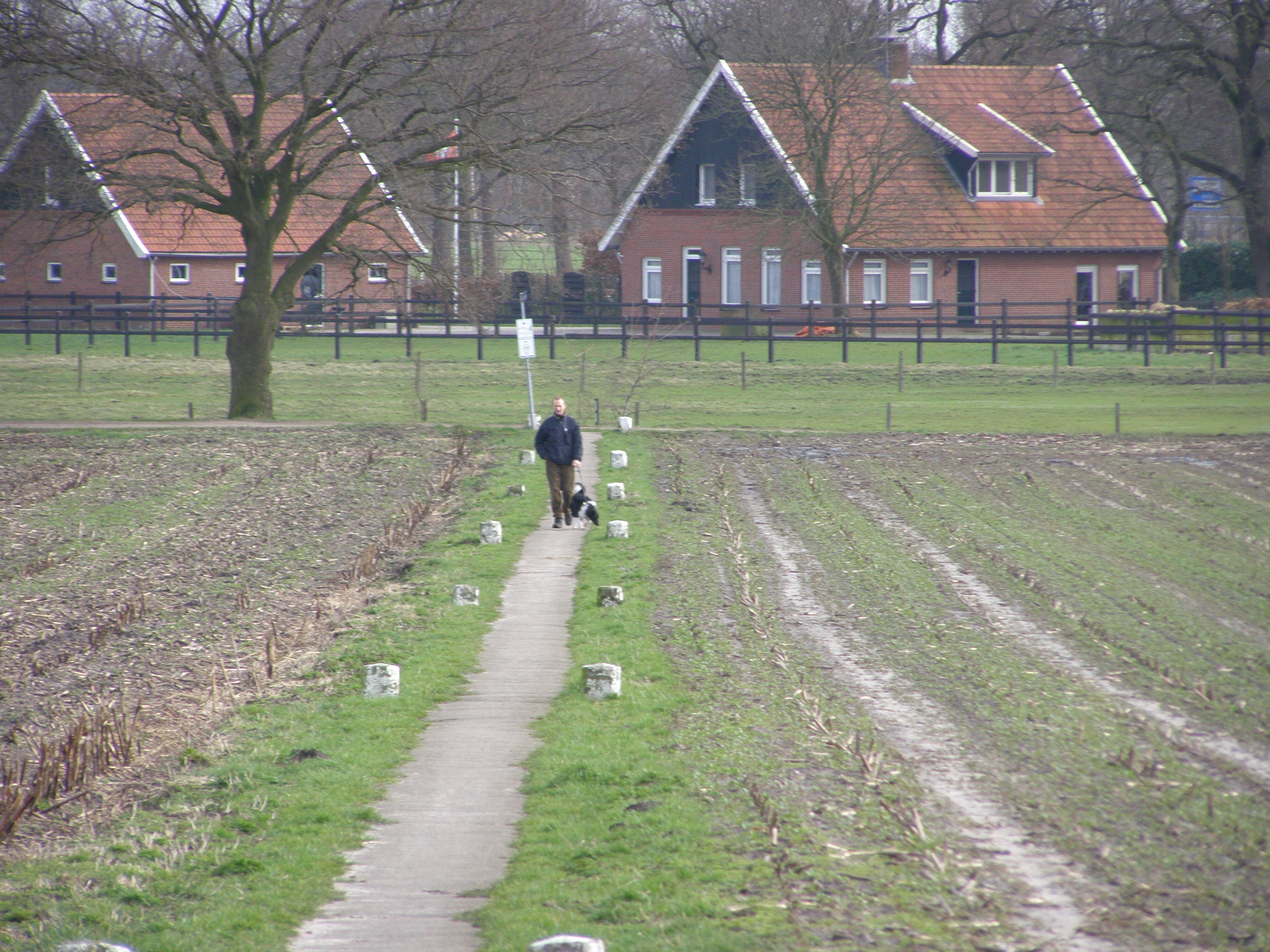
De oostzijde van de Usseler es

De Usseler es is een grote es en ligt nabij het dorp Usselo ten westen van de stad Enschede.
De es is van grote historische en landschappelijke waarde. Archeologische vondsten wijzen op prehistorische bewoning van de streek.
De Usseler es is gelegen op de kaartcoördinaten 254,2 en 469,8, heeft een oppervlakte van ongeveer 200 hectare en is omgeven door een krans van boerderijen in een kampenlandschap. De noord-zuid lengte van de es is ongeveer twee kilometer. De es heeft een sterke bolling die tot acht meter uitsteekt boven de omgeving. Het hoogste punt is 36,5 m boven NAP.
Boven op de es staat een vlierstruik, die deel uitmaakt van een perceel grond dat in bezit is van de Vereniging Oudheidkamer Twente en in erfpacht gegeven is aan Landschap Overijssel vanwege zijn culturele waarde. Prins Maurits zou op deze plek tijdens de tachtigjarige oorlog zijn kampement hebben gehad. In de dagen dat er rogge verbouwd werd, werd hier gebeden voor goede oogst. Na succesvolle ruilverkaveling in 1941 op de es is er bij de struik een paal van Bentheimer zandsteen geplaatst met een inscriptie.
Langs de zuidrand van de es loopt de Broekheurnerbeek en langs de oostkant de Usselerstroom.
In haar totaliteit is de es met de omringende boerderijen en huiskampen een van de grootste van Europa. Een aantal boerderijen zijn rijksmonumenten, anderen staan op de gemeentelijke monumentenlijst. Ook de molen (Wissinks Möl) is een rijksmonument.
De Usseler es wordt sinds de jaren negentig in het midden van oost naar west doorsneden door de autoweg A35.
Sinds 1999 wordt de Usseler es en het dorp Usselo concreet bedreigd door de stedelijke en industriële ontwikkeling van de gemeente Enschede.
J.J. van Deinse heeft in het Twents een gedicht geschreven over de Usseler es, dat hij opgenomen heeft in zijn boek Uit het land van katoen en heide.

Usseler es
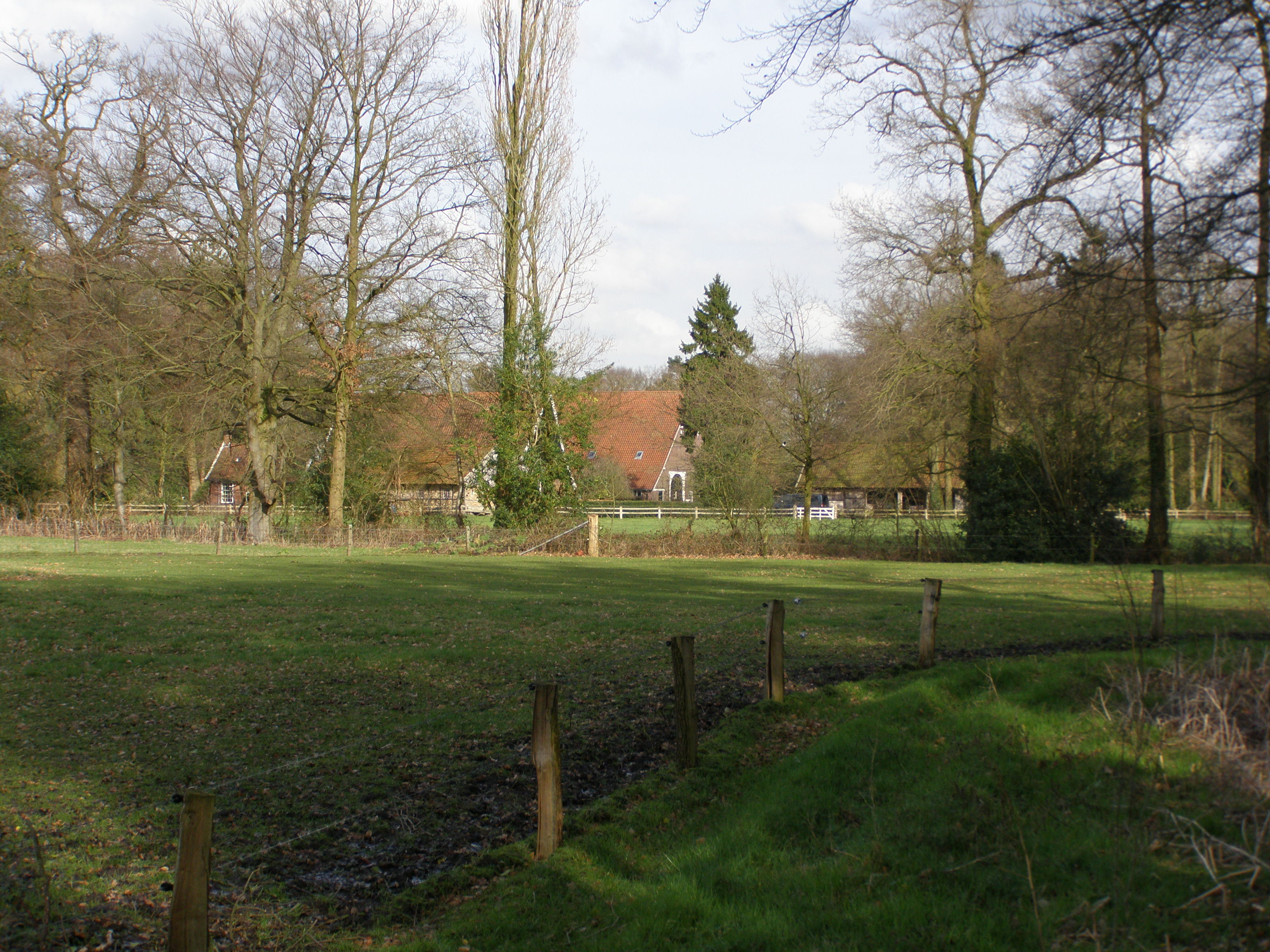
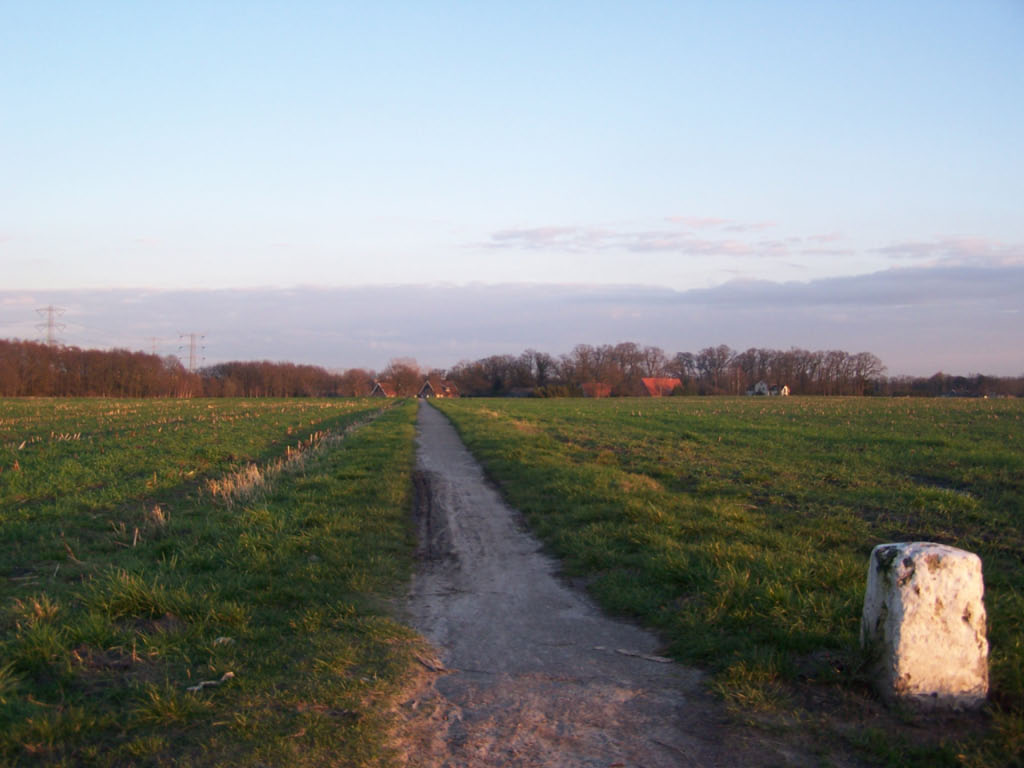
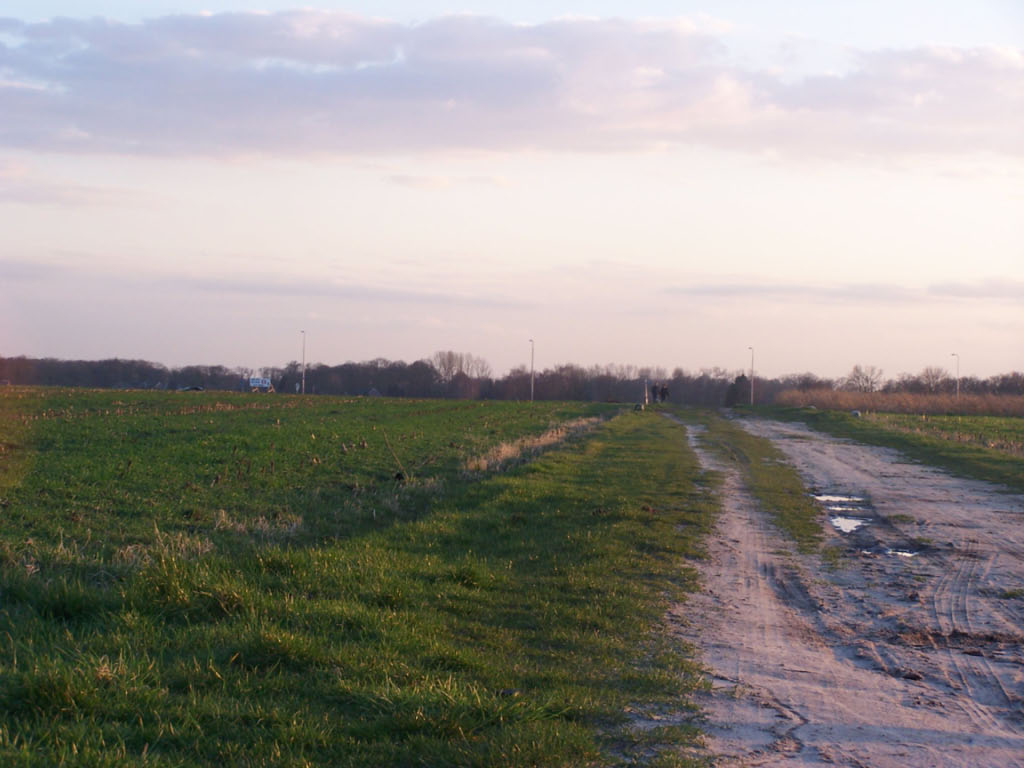
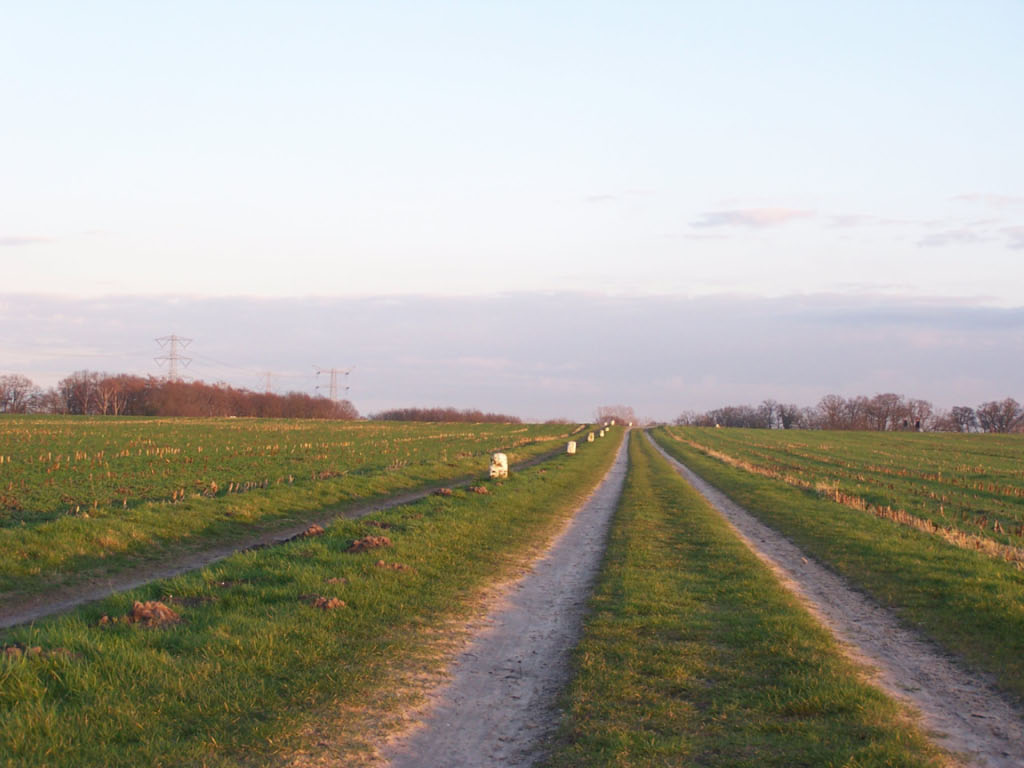

Vlierstruik
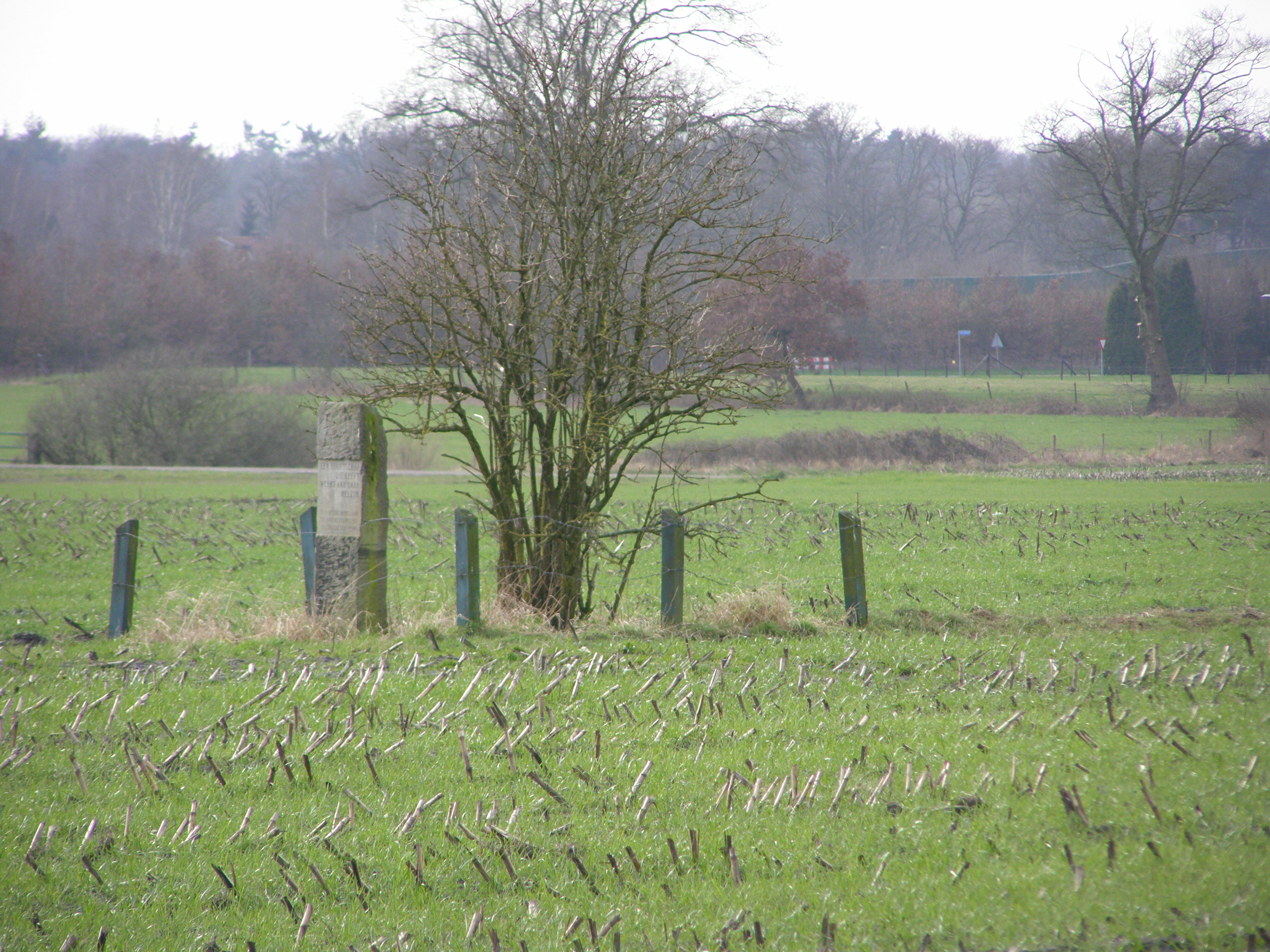
Vlierstruik op de Usseler es
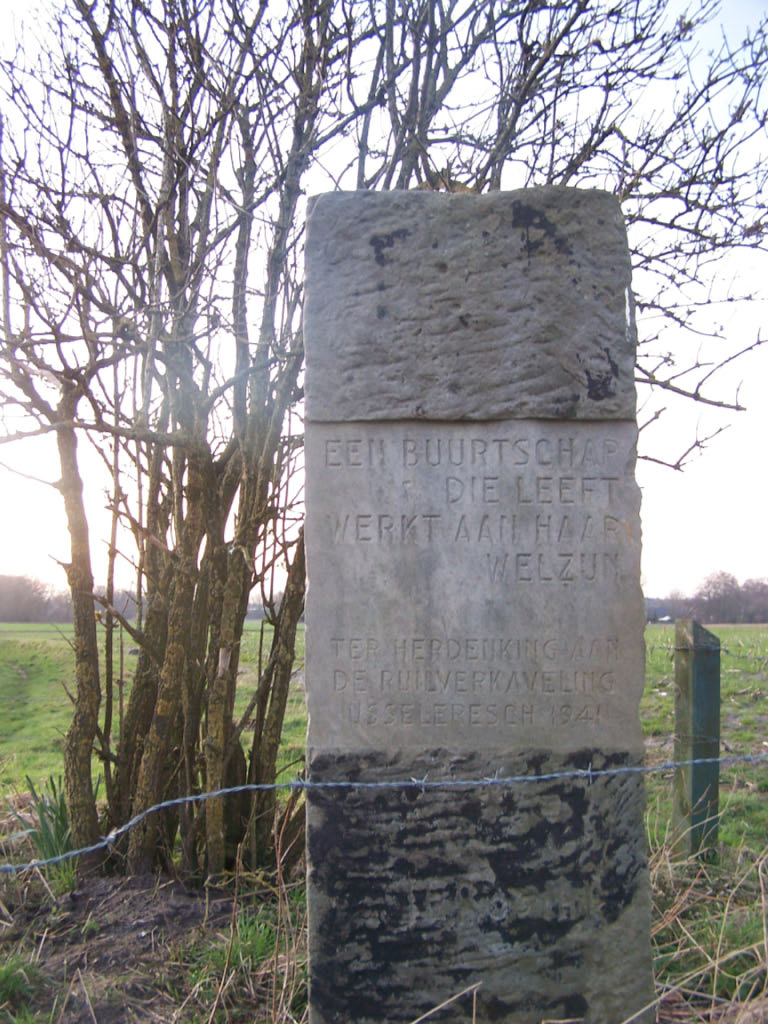
Steen met inscriptie bij de vlierstruik
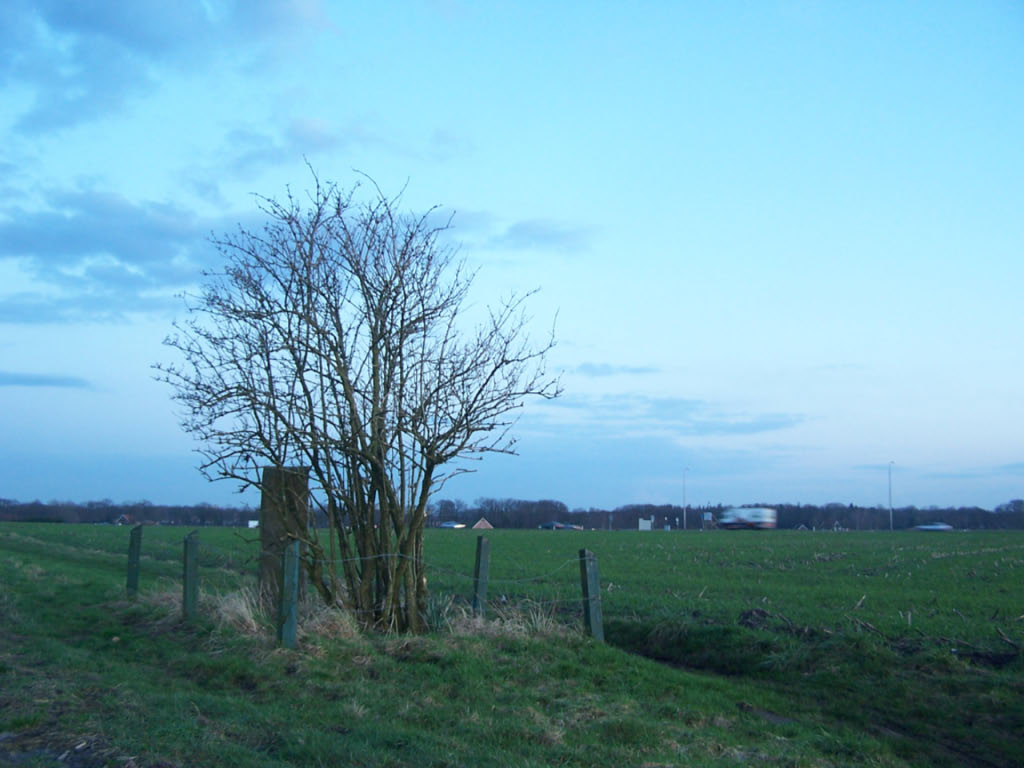
Vlierstruik met daarachter de N18

Gebouwen
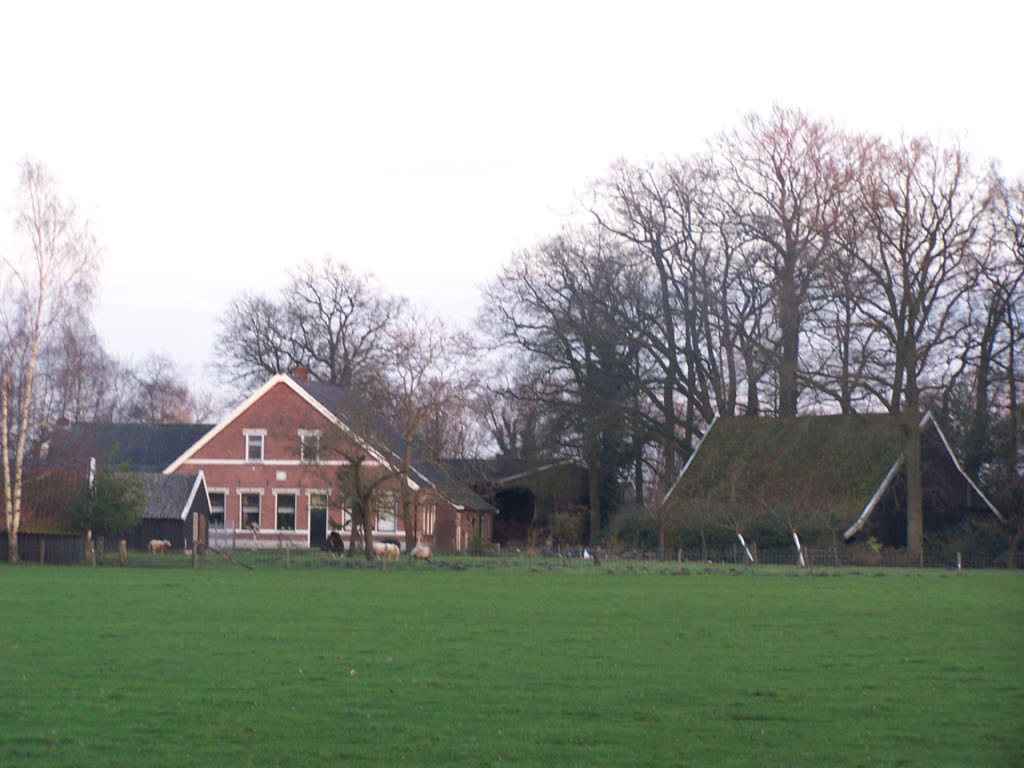
Boerderij (Naam van het erve onbekend)
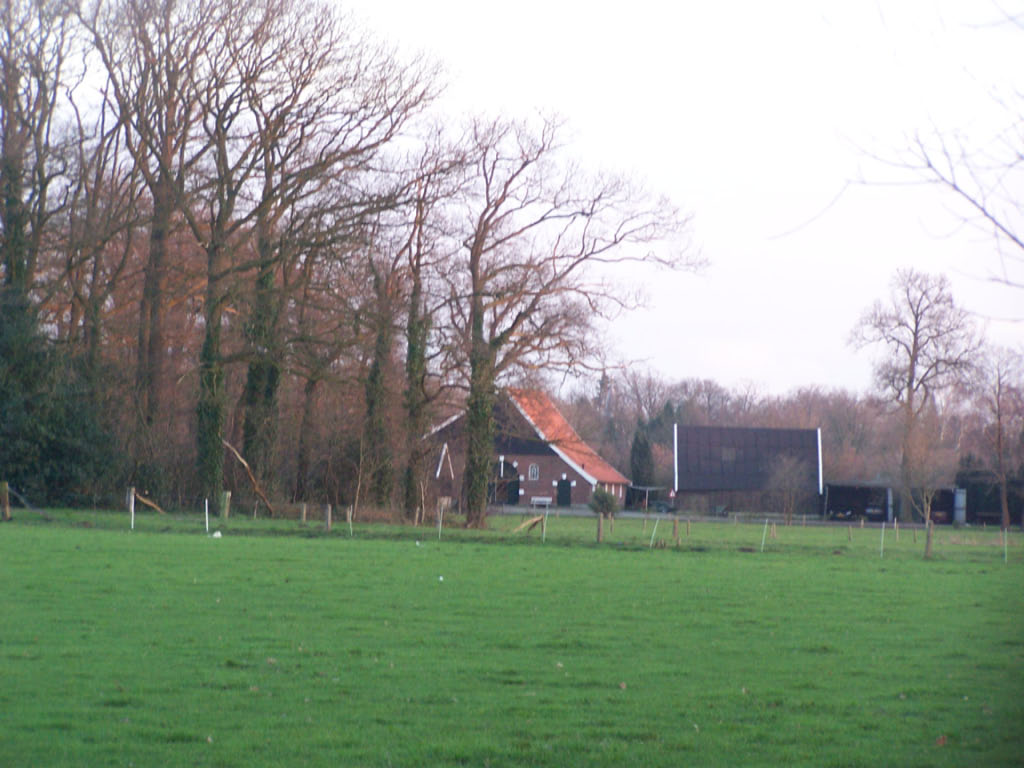
Boerderij (Naam van het erve onbekend)
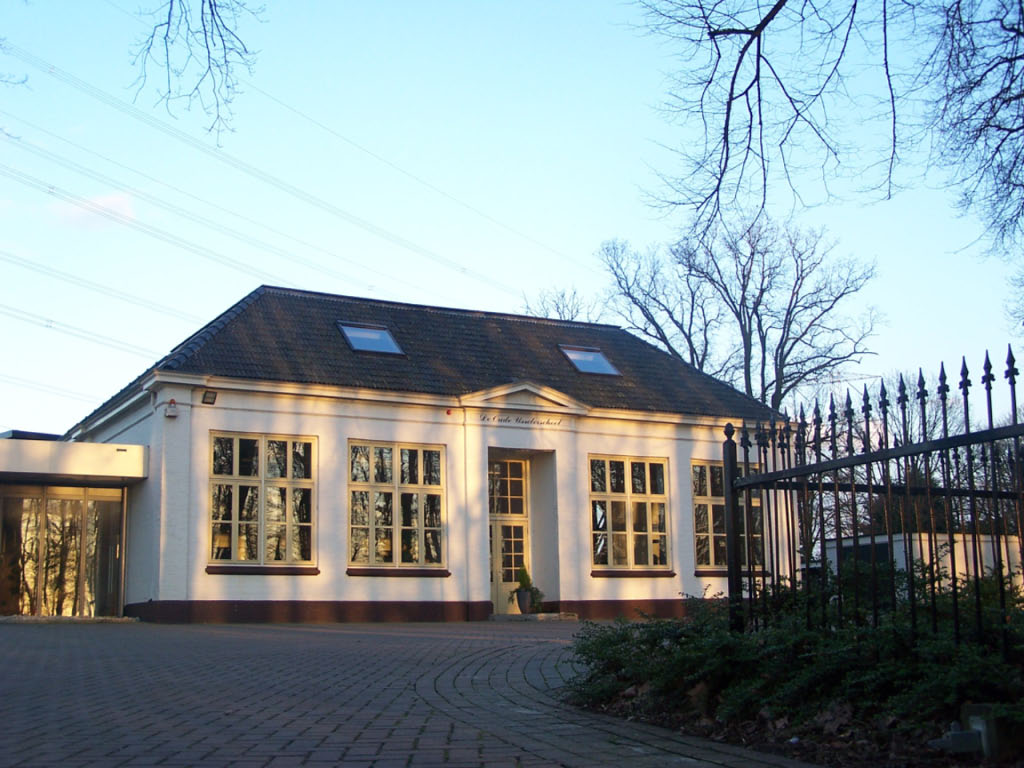
Oud gebouw van de Usseler school
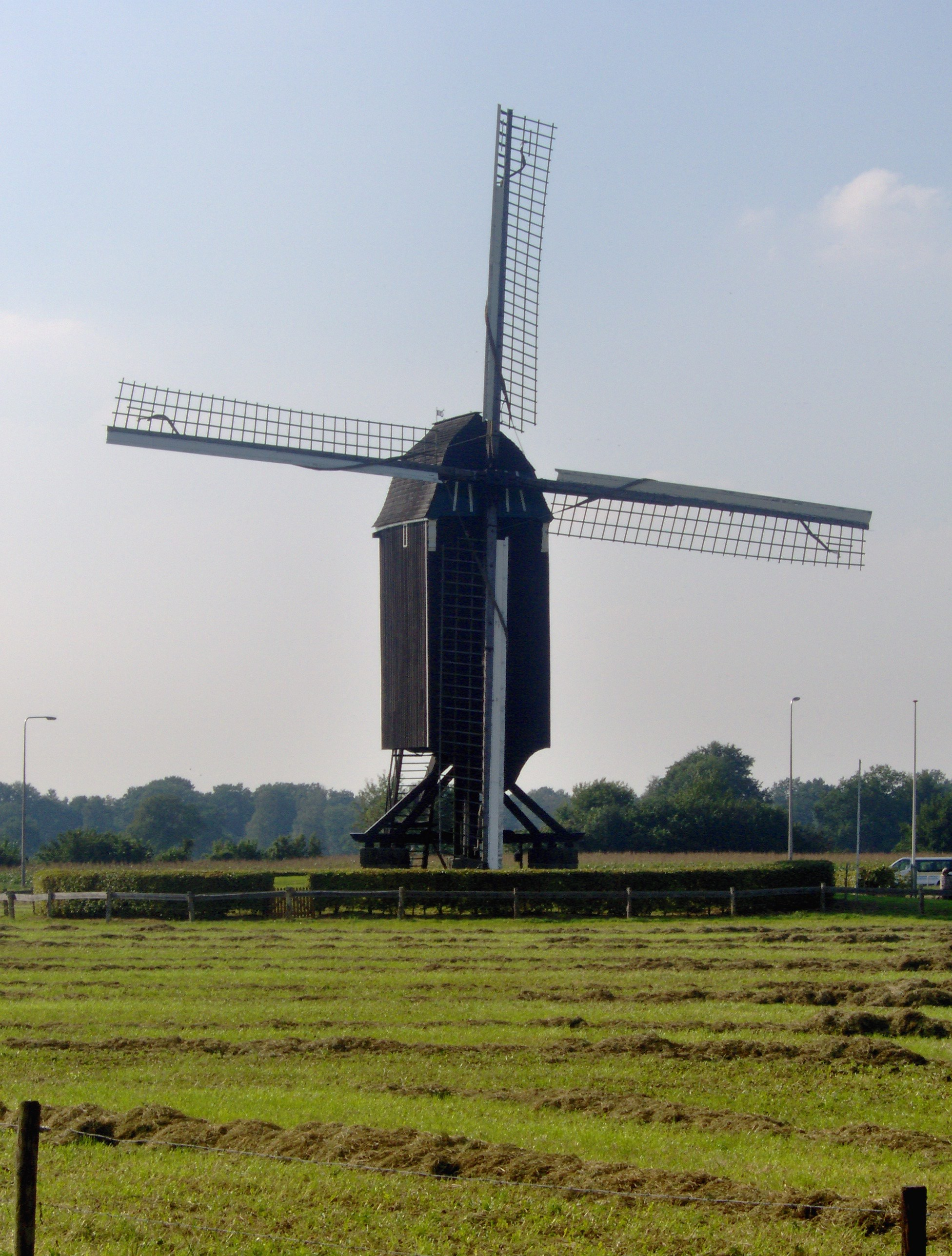
Wissinks Möl